# Merklingen
Merklingen è un comune tedesco di 1 871 abitanti, situato nel land del Baden-Württemberg.